# Zhenping
Zhenping  (en chino, 镇平; pinyin, Zhènpíng) es un condado  bajo la administración directa de la Prefectura Nanyang en la Provincia de Henan, República Popular China.  Su área es de 1493 km² y su población total para 2020 superó los 820 mil habitantes. 

## Administración
Desde marzo de 2022, el  Condado Zhenping  se divide en 22 pueblos  administrados en 3 subdistritos,  15 poblados y 4 villas.

## Toponimia
El topónimo Zhenping se compone de los sinogramas Zhen (frenar) y Ping (pacificar).
En el 1217 durante la dinastía Jin, se produjo una sublevación campesina en la zona. Esta fue reprimida en el 1225. El condado se fundó al año siguiente con la intención de reprimir (zhen) y pacificar (ping) la rebelión, de ahí su nombre. 